# Splitsing (recht)
Splitsen is binnen het rechtssysteem het verdelen van gebouwen, percelen of rechtspersonen. Een onroerendgoed(huis) kan gesplitst worden in twee of meer appartementen, maar hier is wel toestemming van het college van burgemeester en wethouders voor nodig. 

## Nederland
In Nederland is splitsing in de wet vastgelegd. In het Burgerlijk Wetboek, boek 2, artikel 334 staan regels en voorwaarden met betrekking tot splitsing. Splitsing is het tegenovergestelde van fusie.

## Splitsen van gebouwen
Een gebouw kan door de eigenaar worden gesplitst door het gebouw te verdelen in verscheidene appartementen. Deze appartementen kunnen afzonderlijk verkocht worden. Het voordeel van deze transacties is dat de eigenaar (een gedeelte) van zijn hypotheek kan aflossen. Voor het splitsen van een gebouw dat behoort tot een door de gemeenteraad aangewezen categorie, zonder vergunning van het college van burgemeesters en wethouders te splitsen is verboden.

## Splitsen van rechtspersonen
Een motief voor de splitsing van rechtspersonen kan zijn de terugkeer naar de kernactiviteiten van een bedrijf of de verzelfstandiging van een gedeelte van het bedrijf. Zo kan worden gedacht een de verzekeringsafdeling van een bank die wordt gesplitst van het moederbedrijf, de daadwerkelijke bank.